# Simpa (art)
Simpa (Scorpaenichthys marmoratus) är en fiskart som först beskrevs av William Orville Ayres, 1854. Simpa är den enda kända arten i släktet Scorpaenichthys som ingår i familjen simpor. Inga underarter finns listade i Catalogue of Life. Arten simpa finns i Stilla havet utanför Nordamerika från British Columbia till södra Kalifornien.